# Коста Кехайов
Коста Димитров Кехайов е български адвокат, кмет на Бургас.

## Биография
Роден е на 6 април 1888 г. в град Бургас. Става кмет на града (на бургаската комуна) на 12 юни след оставката на Петър Житаров. На поста си остава до 29 август 1921 г., когато комуната е разтурена след незаконно съдебно решение за отстраняване на съветника Ганчо Атанасов. През септември същата година започва да работи в клона на БНБ в Бургас. По-късно работи и в Кнежа. Умира на 13 февруари 1926 г. в град София.